# Bigyromonadea
Bigyromonada
Sous-embranchement
Les Bigyromonadea (ou Bigyromonada) sont un clade d'eucaryotes unicellulaires hétérocontes. Il regroupe les Developea, des bactérivores et eucaryovores marins, et les Pirsonea, des parasites d'autres microbes. Les Bigyromonadea formeraient avec les Oomycètes un clade, dénommé Pseudofungi.

## Liste des classes
Selon l'IRMNG (4 décembre 2023) :
- Developea
- Pirsonea